# Голбея (озеро)
Голбе́я (Голбея Северная; бел. Галбе́я, Галбея Паўночная) — озеро в Поставском районе Витебской области Белоруссии. Через озеро протекает река Голбица.

## Описание
Озеро Голбея располагается в 25 км к северо-востоку от города Поставы. К западу от водоёма находится деревня, также носящая название Голбея. Высота водного зеркала над уровнем моря — 123,8 м.
Площадь поверхности озера составляет 0,35 км², длина — 0,95 км, наибольшая ширина — 0,5 км. Длина береговой линии — 2,74 км. Наибольшая глубина — 6,5 м, средняя — 3,3 м. Объём воды в озере — 1,90 млн м³.
Котловина имеет лопастную форму и вытянута с севера на юг. Склоны высотой 6 м (восточные — до 8 м), пологие, распаханные. Береговая линия извилистая. На севере присутствует полностью заросший залив. Берега песчаные, поросшие кустарником. Западный и южный берега низкие, северный и восточный сливаются со склонами.
Через озеро течёт река Голбица, ниже по течению которой расположено озеро Заднее.
Ихтиофауну представляют лещ, щука, плотва, линь, краснопёрка, окунь и другие виды рыб.